# Muzeum Sztuki Współczesnej w Krakowie MOCAK
Muzeum Sztuki Współczesnej w Krakowie MOCAK (od ang. Museum of Contemporary Art in Kraków) – miejska instytucja kultury w Krakowie utworzona 1 lutego 2010 roku, a otwarta 19 maja 2011 roku, mająca na celu rozwój kultury i sztuki najnowszej oraz gromadzenie kolekcji. 
Muzeum znajduje się na terenie nieistniejącej Fabryki Schindlera. Działalność wystawiennicza MOCAK-u skupia się głównie na sztuce dwóch ostatnich dziesięcioleci. 
Pierwszym dyrektorem była Maria Anna Potocka, kurator i teoretyk sztuki, odwołana ze stanowiska 8 listopada 2024 roku. 
Od 1 sierpnia 2025 stanowisko dyrektora MOCAK-u obejmie Adam Budak.

## Założenia programowe i kolekcja
Program MOCAK-u obejmuje prezentację sztuki współczesnej ze szczególnym uwzględnieniem sztuki dwóch ostatnich dziesięcioleci. Wystawienniczym kontekstem dla sztuki najnowszej jest powojenna awangarda i konceptualizm. Projektom artystycznym towarzyszą projekty edukacyjne, badawcze i wydawnicze opracowywane z myślą o zróżnicowanych grupach odbiorców.
Muzeum posiada w stałej kolekcji prace ponad dwustu artystów i artystek współczesnych. Wśród nich są: Marina Abramović, AES+F, Paweł Althamer, Oskar Dawicki, Edward Dwurnik, Stefan Gierowski, Władysław Hasior, Krištof Kintera, Ragnar Kjartansson, Jerzy Kosałka, Jarosław Kozłowski, Katarzyna Kozyra, Zofia Kulik, Natalia LL, Zbigniew Libera, Dorota Nieznalska, Józef Robakowski, Adam Rzepecki, Daniel Spoerri, Maria Stangret, Jonasz Stern, Beat Streuli, Leon Tarasewicz, Jan Tarasin, Zbigniew Warpechowski, Krzysztof Wodiczko, Artur Żmijewski.
Wystawa kolekcji znajduje się na poziomie -1, na drugim poziomie udostępniane są wystawy czasowe. W mniejszym budynku B mieści się galeria z czasowymi wystawami indywidualnymi, designu, dźwięku i tekstu. Na terenie Muzeum znajdują się także: biblioteka, księgarnia, kawiarnia oraz pracownia konserwatorska sztuki współczesnej.

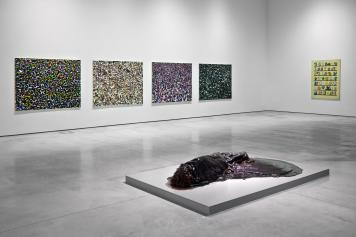
Fragment ekspozycji

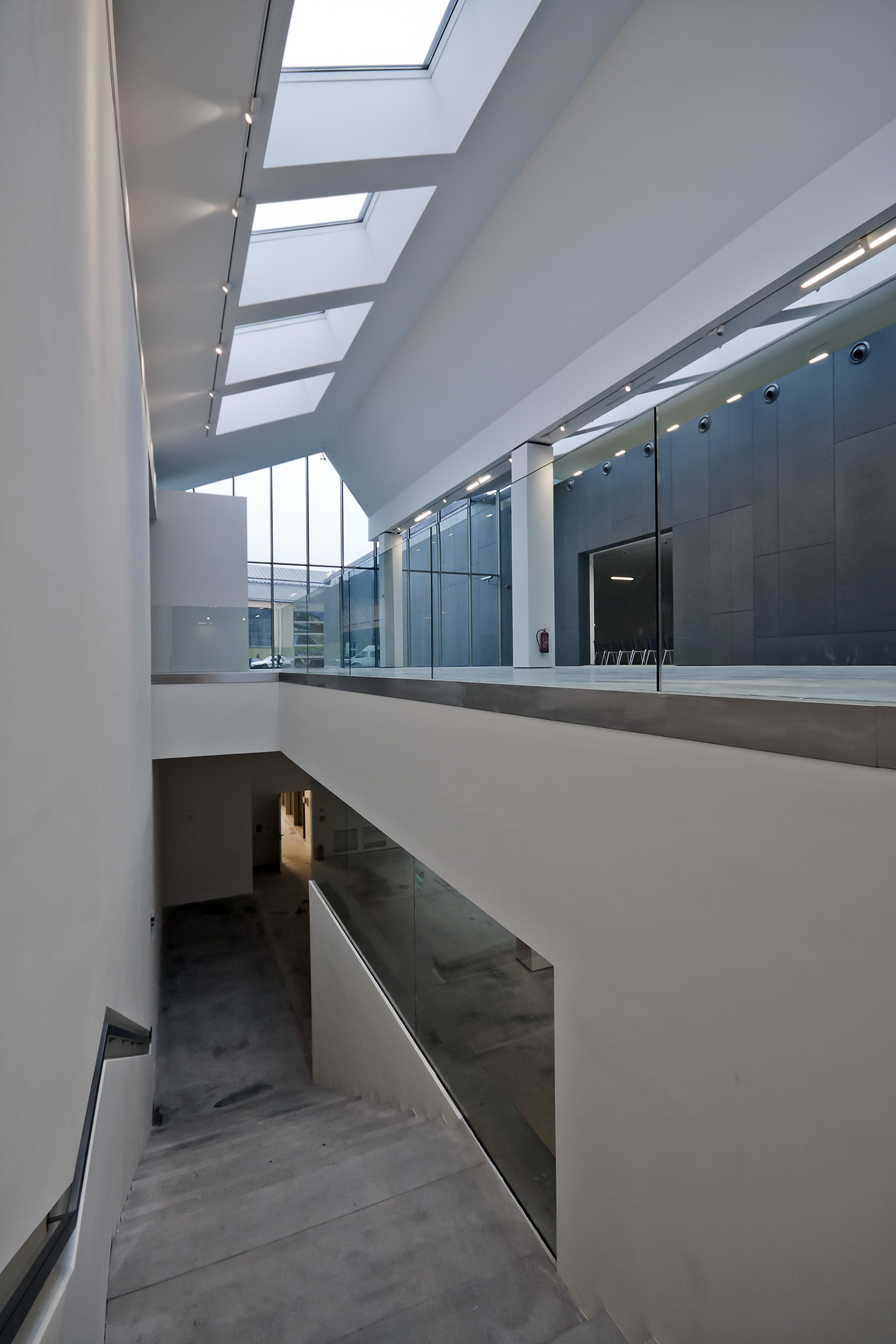
Wnętrze muzeum

## Historia
Idea powstania Muzeum była od wielu lat szeroko dyskutowana w środowisku artystycznym. W 2004 roku Gmina Miejska Kraków wykupiła i przejęła budynki oraz grunty na terenie dawnej Fabryki Schindlera przy ul. Lipowej 4, przeznaczając je na potrzeby budowy Muzeum.
W maju 2005 roku Prezydent Miasta Krakowa Jacek Majchrowski złożył wniosek o dofinansowanie projektu utworzenia Muzeum ze środków Ministerstwa Kultury. Ówczesny minister kultury Waldemar Dąbrowski przyznał na realizację projektu 4 mln złotych.
Projekt budynku Muzeum wybrano w drodze konkursu w 2007 roku. Jedenastoosobowe jury pod przewodnictwem Konrada Kucza-Kuczyńskiego rozstrzygnęło konkurs nagradzając pracę Claudia Nardiego i Leonarda Marii Proliego. Budowa rozpoczęła się w grudniu 2009 roku, a zakończyła oddaniem budynku w listopadzie 2010. Otwarcie MOCAK-u odbyło się 19 maja 2011. Towarzyszyło mu otwarcie wystaw: Historia w sztuce, Kolekcja MOCAK-u, Nagroda Fundacji Vordemberge-Gildewart, Maurycy Gomulicki. Bibliophilia, Biblioteka Mieczysława Porębskiego (stała ekspozycja MOCAK-u), ALIAS: Madeleine Sante – wystawa programowa Miesiąca Fotografii w Krakowie.

## Dyrektorzy
- Maria Anna Potocka (2010–2024)
- Grzegorz Kuźma (od 2024, p.o.)
- Adam Budak (od 01.08.2025)

## Edukacja
Punktem wyjścia przyjętych przez Muzeum założeń nie jest pytanie: „jaka edukacja?”, lecz: „jaka kultura?”. Strategicznym celem polityki edukacyjnej MOCAK-u jest zmiana statusu współczesnej sztuki wizualnej w Polsce, tak by zyskała ona rangę ważnego i niedającego się przemilczeć głosu w kluczowych debatach publicznych. Aby to osiągnąć, MOCAK zamierza inicjować i wspierać działania prowadzące do stworzenia nowej grupy odbiorców. Działania edukacyjne Muzeum upowszechniają ideę społeczeństwa otwartego na sztukę, inicjują debatę dotyczącą pozycji społecznej artystów, a także zachęcają do kolekcjonowania dzieł młodych twórców.
MOCAK umożliwia odbiorcom aktywne spotkanie zarówno ze sztuką współczesną, jak i z jej twórcami, kolekcjonerami, komentatorami, osobami odpowiadającymi za jej dokumentację czy ekspozycję.
Projekty edukacyjne realizowane przez Muzeum powstają we współpracy z artystami, wspólnotami lokalnymi, krytykami, kuratorami, koordynatorami wystaw, studentami, uczniami. Ich bezpośrednim celem jest umożliwianie uczestnikom wzajemnego dzielenia się doświadczeniami oraz zdobywania narzędzi niezbędnych do samodzielnego i wielowymiarowego eksplorowania świata sztuki.
Adresatami projektów edukacyjnych są osoby należące do różnych grup wiekowych (przedszkolaki, dzieci w wieku wczesnoszkolnym, gimnazjaliści, uczniowie szkół średnich, studenci, młodzi dorośli, osoby w średnim wieku, seniorzy) oraz społecznych (osoby niepełnosprawne, edukatorzy, nauczyciele szkolni i akademiccy, mieszkańcy mniejszych miejscowości, osoby obciążone różnymi formami ekskluzji)

## Biblioteka
Biblioteka Muzeum Sztuki Współczesnej w Krakowie znajduje się obok głównego gmachu. Jest dostępna dla tych, którzy zechcą uzupełnić swoją wiedzę dotyczącą wystaw, wydarzeń, spotkań organizowanych przez MOCAK, jak również dla wszystkich osób, które będą chciały skorzystać z księgozbioru. W zbiorach znajdują się albumy, katalogi wystaw i przewodniki po muzeach, monografie artystów, pozycje dotyczące krytyki artystycznej i teorii sztuki. W czytelni są udostępniane współczesne czasopisma o sztuce. Tematyka książek obejmuje nie tylko kulturę wizualną, ale i filozofię, nauki społeczne, czy teorię polityki.
MOCAK dysponuje także Biblioteką Mieczysława Porębskiego. Muzeum Sztuki Współczesnej, wprowadzając do swojej biblioteki atmosferę gabinetu Profesora Mieczysława Porębskiego, udostępnia jednocześnie jego największy z jego księgozbiorów – krakowski. Biblioteka tego historyka, krytyka i teoretyka sztuki zawiera katalogi, albumy, opracowania teoretyczne, literaturę piękną. Tworzona przez lata, oddaje nie tylko warsztat naukowy Mieczysława Porębskiego, ale pozwala też śledzić intelektualne fascynacje, próby systematyzacji wiedzy oraz dostarcza informacji o życiu artystycznym ostatniego półwiecza.

## Księgarnia
MOCAK Bookstore oferuje propozycje wydawnicze współczesnej humanistyki. Znajdują się tam pozycje z polskiego i zagranicznego rynku wydawniczego, z zakresu sztuki współczesnej, fotografii, projektowania, estetyki, czy krytyki sztuki. Księgarnia pełni także funkcje sklepu muzealnego, gdzie można kupić przedmioty zaprojektowane i w większości własnoręcznie wykonane przez artystów. Księgarnia prowadzi również sprzedaż internetową za pośrednictwem strony internetowej.

## Budynek

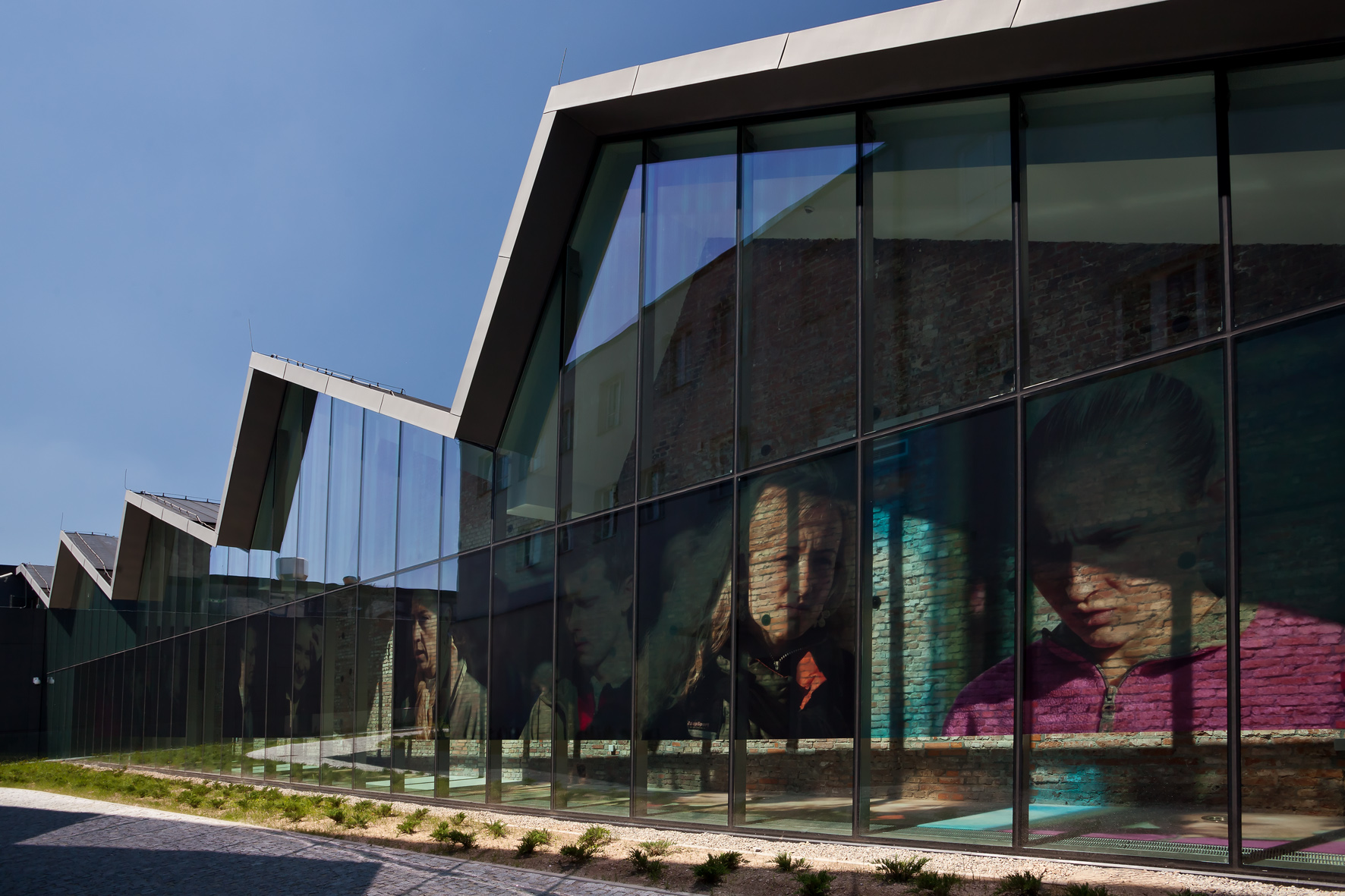
MOCAK

Projekt przygotowany przez studio Claudia Nardiego Architette zakładał wzniesienie na terenie dawnej Fabryki Schindlera jednego nowego budynku oraz zaadaptowanie sześciu istniejących. Architektoniczna koncepcja Nardiego bazuje na trzech założeniach: podkreśleniu linii dachu szedowego, zastosowaniu linii prostych oraz doświetleniu przestrzeni wystawienniczych naturalnym światłem. Projekt MOCAK-u nawiązuje do nurtu architektury neomodernistycznej, a sam Claudio Nardi nie ukrywa swych fascynacji Miesem van der Rohe czy architekturą włoskiego racjonalizmu.
Przestrzeń wystawiennicza, podzielona na kilka sekcji i zajmuje blisko 4 tys. m², natomiast powierzchnia całego budynku wynosi ok. 10 tys. m². Koszt budowy to ponad 70 mln złotych, z czego w 50% pochodzi ze środków Unii Europejskiej.

## Kontrowersje

### Konkurs na dyrektora Muzeum
Powołanie dyrekcji muzeum wiązało się z wieloma kontrowersjami administracyjnymi, politycznymi i środowiskowymi. Dyrekcja muzeum została obsadzona z nadania władz miasta nie na drodze konkursu, ale na drodze mianowania. Wywołało to oburzenie sporej części środowiska artystycznego w Krakowie, które powołało w październiku 2009 roku Obywatelski Komitet na Rzecz Przejrzystości w Polityce Kulturalnej Krakowa. Była to nieformalna grupa artystów, krytyków, kuratorów i animatorów kultury zaniepokojonych niejasną sytuacją dotyczącą przyszłości dwóch krakowskich instytucji publicznych, zajmujących się sztuką współczesną – Galerii Sztuki Współczesnej Bunkier Sztuki i nowo powstającego Muzeum Sztuki Współczesnej. Pierwsze działania skierowała na doprowadzenie do przedstawiania opinii publicznej wizji i kierunku rozwoju tych instytucji oraz o klarowności procedur obsadzania funkcji dyrektorskich. Komitet wystosował list otwarty do prezydenta Krakowa Jacka Majchrowskiego, pod którym podpisało się wiele wybitnych osobowości świata sztuki, Joanna Mytkowska, dyrektorka Muzeum Sztuki Nowoczesnej w Warszawie, Jarosław Suchan, dyrektor Muzeum Sztuki w Łodzi, Wojciech Krukowski, szef CSW w Warszawie, Maria Poprzęcka, Anda Rottenberg, Katarzyna Kozyra. Wskutek wprowadzenia przepisów, które wymuszają przeprowadzanie konkursów na dyrektorów tego typu placówek, Maria Anna Potocka – nadal dyrektor MOCAK-u – miała pozostawać na stanowisku (jako dyrektor muzeum w organizacji), do czasu otwarcia muzeum, czyli pojawienia się pierwszej stałej wystawy. Następnie miał być ogłoszony konkurs. Muzeum otworzono w maju 2011 roku, wtedy też pojawiła się pierwsza stała wystawa (wystawa kolekcji muzeum), jednak do tej pory konkurs, który wyłoniłby nową osobę zarządzającą placówką, nie został ogłoszony przez władze Krakowa.

### Otwarcie
Muzeum Sztuki Współczesnej otwierano właściwie dwa razy. Pierwszy raz miało to miejsce 16 listopada 2010 roku, kilka dni przed wyborami samorządowymi w Polsce (które odbyły się 21 listopada 2010 roku). Budynek udostępniono publiczności, choć nie był jeszcze ukończony i de facto muzeum pokazywało puste sale. Otwarciu – które nazywano oficjalnie „oddaniem budynku” – towarzyszyło przyjęcie oraz konferencja prasowa zorganizowana przez MOCAK i Urząd Miasta Krakowa, a głównym bohaterem tej konferencji był prezydent Jacek Majchrowski, ubiegający się o reelekcję. Z tego względu wskazywano na uwikłanie muzeum w kampanię prezydencką w wyborach lokalnych. Budynek zamknięto dla zwiedzających w grudniu (po II turze wyborów) i otwarto dopiero 19 maja 2011 roku.

### Cenzura pracy Tomasza Mroza
Pojawiły się również oskarżenia o ocenzurowanie pracy pokazywanej na wystawie konkursowej fundacji Vordemberge-Gildewart. Fundacja zorganizowała konkurs, w ramach którego brał udział artysta Tomasz Mróz. Na konkurs Mróz przesłał pracę Walę dziurę Uklańskiego for free, przedstawiającą mężczyznę przebijającego penisem ścianę. Na wystawie pokonkursowej pracę ustawiono w sali ekspozycyjnej wraz z innymi ocenianymi dziełami, sfotografowano ją i zdjęcie umieszczono w katalogu wystawy. Podczas otwarcia w dniu 19 maja, kiedy muzeum oglądali prezydent III RP Bronisław Komorowski i prezydent Krakowa Jacek Majchrowski na sali ekspozycyjnej nie można było znaleźć tej pracy, ale dokumentację innej pracy Tomasza Mroza. Wprowadzono w ten sposób w błąd tak samo obu prezydentów, jak też publiczność – nie poinformowano, że w konkursie brała udział inna praca niż pokazywana na wystawie. Sprawę opisywał w „Dzienniku Polskim” z 20 maja 2011 roku Łukasz Gazur oraz Marta Kudelska na łamach czasopisma „Obieg”.